# De Cock en de dood van een engel
 De Cock en de dood van een engel  is het drieënzeventigste deel van de Nederlandse detectiveserie De Cock, met hetzelfde formaat en ongeveer evenveel bladzijden als de andere delen in de serie. Peter Römer bewerkte het script van de 21e televisieaflevering uit 1996 met als titel: De Cock en de moord op de heilsoldate”.
De sfeer van het boek en van de televisieaflevering komen overeen, waarbij veel details afwijken. Appie Keizer doet wel al van het begin af aan mee met achtergrondonderzoek, maar Vera Prins komt niet in het boek voor. In 2013, 17 jaar later, beschikt De Cock over een mobieltje.

## Verhaal
Het dreigt dat jaar een Witte kerst te worden. Maar voor het zover is zijn De Cock en Vledder reeds ontboden bij een dode bij het Leger des Heils aan het Hekelveld, de daklozenopvang in de hoofdstad. Ze treffen er heilsoldate Betty Wijn vermoord aan. De Cock kent haar nog als klein meisje en als echt kind van De Wallen. Haar superieur, majoor Nolens , is niet echt mededeelzaam. Op de plaats delict was in ieder geval aanwezig de dakloze junk Hans Offrijn, die meegenomen wordt naar het politiebureau aan de Warmoesstraat. Hans zegt dat Betty in noodgevallen drugs gaf aan zieke daklozen, hetgeen tegen de instructies van het Leger des Heils in zou gaan.
Commissaris Buitendam is niet blij met een dode bij HET LEGER. Buitendam, maar ook De Cock en Smalle Lowietje hebben gedrieën een fervente sympathie ontwikkeld voor deze organisatie. Een vermoorde dealer Ferdi van Nieuwkerk wordt uit een afvalcontainer gevist. De Cock zoekt nu een overeenkomst tussen de twee moorden, terwijl Buitendam De Cock juist wil ontlasten door de onbekende rechercheur Groothuis de moord op dit miezerige dealertje toe te vertrouwen en de moord aan het Hekelveld voor De Cock te reserveren. Maar De Cock houdt stiekem de leiding.
Betty Wijn had haar verloving verbroken met Anton Roelofs, die in de officiersopleiding van het Leger des Heils zit. Hij heeft een alibi voor de moord op Betty, dat later in het onderzoek verzonnen blijkt te zijn. Smalle Lowietje zet de rechercheurs op het spoor van Thiemo Verhoek. Na een lange gevangenisstraf heeft hij een afkickcentrum geopend in een statig pand aan de Oude Waal.
Op het bureau meldt zich Marlies Parmentier, een stiefzus van Betty. De rechercheurs bezoeken de pleegouders van Betty en Marlies, Arend en Christa Parmentier. Christa vertelt De Cock in vertrouwen dat Marlies in verwachting is van Anton Roelofs. Bij de daklozenopvang beschuldigt ene Lia Sweers Thiemo Verhoek van ongewenste intimiteiten. De Cock gaat voor achtergrondinformatie over de cocaïne-handel in gesprek met Handige Henkie. Die legt uit dat de cocaïne door de neus van de bankiers gaat en dat de handel daarom heftig is geëxplodeerd. Arend Parmentier krijgt op het bureau de waarheid over zijn twee pleegdochters te horen.
Hans Offrijn wordt dood gevonden in de daklozenopvang. Het lijkt op een overdosis cocaïne. Ben Kreuger weet een grammetje cocaïne veilig te stellen voor onderzoek op het lab. Daar wordt later vastgesteld dat de cocaïnesporen op Betty, de cocaïne van Hans en van de dode dealer tot dezelfde partij behoorden die behoorlijk zuiver was. Volgens de majoor was Hans het vriendje van dakloze Lia Sweers.
Tijdens de twee kerstdagen wordt er niet gewerkt omdat alle politiehulpdiensten dicht zijn. Mevr. De Cock trakteert haar man en Dick Vledder met zijn Adelheid van Buuren op een kerstdiner. Na de feestdagen reconstrueert De Cock met een onwillige majoor Nolens de gebeurtenissen op de avond voor de moord. Anton Roelofs komt zo in beeld en De Cock haalt hem op bij de familie Parmentier, waar hij is ondergedoken. Later wordt hij vrijgelaten, nadat De Cock bij een tweede bezoek aan Smalle Lowietje beseft dat de bijna zuivere cocaïne de schakel tussen de 3 doden vormt. Terwijl er beslag wordt gelegd op huis en inboedel van Thiemo Verhoek, arresteert De Cock hem en confronteert hem op het politiebureau met de waarheid.
Thuis legt De Cock het overzichtelijk uit voor Appie Keizer, Dick Vledder en mevr. De Cock. Bij de daklozenopvang liep een ruzie tussen Ferdi van Nieuwkerk en Thiemo Verhoek uit de hand. Betty wilde tussenbeide komen en werd per ongeluk vermoord. De Cock vond via de majoor een aansteker met de initialen FN erop. Toen hij later het cocaïnespoor onder ogen kreeg zag hij de verbanden. Ferdi leverde Betty af en toe wat drugs voor zieke daklozen. Maar hij had Thiemo bedonderd, die wegens financiële problemen weer in de drugshandel was gestapt. Getuige Hans Offrijn vatte samen met Lia het plan op Thiemo Verhoek te chanteren, hetgeen hem noodlottig werd. De Cock maakt zich oprecht zorgen om Lia, maar zijn echtgenote vindt dat alles nu eenmaal haar keuze is.